# 44. pehotna divizija (ZDA)
44. pehotna divizija (izvirno angleško 44th Infantry Division) je bila pehotna divizija Kopenske vojske ZDA.